# 泰安楼
24°21′09″N 116°40′42″E / 24.352394°N 116.678452°E
泰安楼位于中国广东省大埔县湖寮镇泰安路，是一座蓝氏家族居住的方形土楼，建于清乾隆二十八年（1763年），坐东北向西南，长49米，宽52.6米，占地面积6684平方米，共有房间200间。墙体以土、石、砖砌就。2002年被列为广东省文物保护单位。2019年10月7日公布为第八批全国重点文物保护单位。